# P Sharp
P# — компилятор, обеспечивающий взаимодействие между надмножеством языка программирования Пролог для параллельных вычислений и языком программировния C#. P# компилирует расширение Пролога для работы с линейной логикой в исходный текст программы на C#. Компилятор разработан Джонатаном Куком (англ. Jonathan Cook) и основан на компиляторе Prolog Cafe. Компилятор написан на C#.